# Kamienica Orsettich w Jarosławiu
Kamienica Orsettich – zabytkowa późnorenesansowa kamienica, usytuowana w południowej pierzei rynku w Jarosławiu (województwo podkarpackie). Siedziba Muzeum w Jarosławiu Kamienica Orsettich.

## Historia

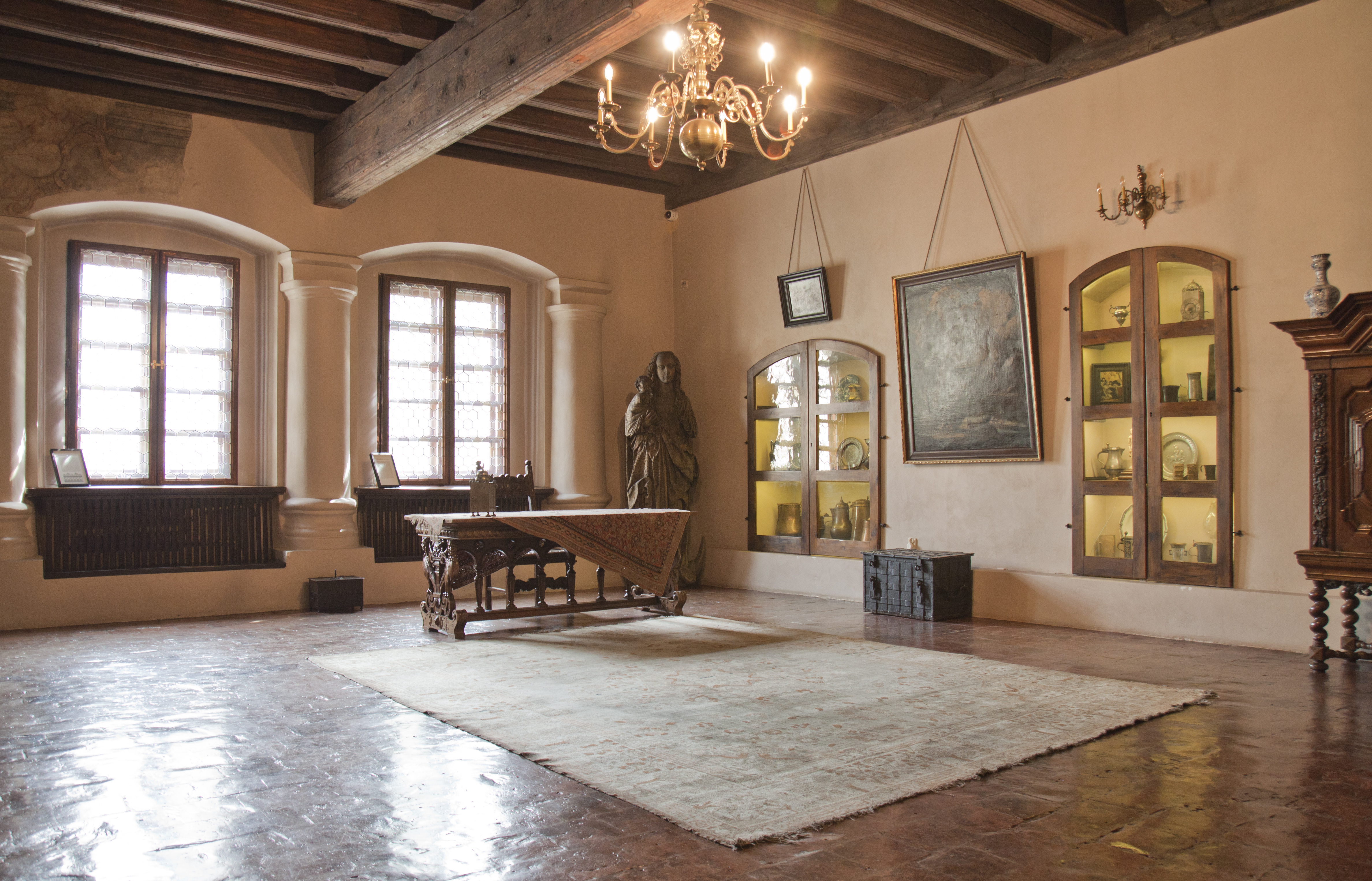
„Wielka Izba” w 2022 r.

Kamienica została wzniesiona w 1570 r. przez kupca Jana Raczkowskiego za pieniądze żony – Jadwigi primo voto Głaszkowej. Na jej miejscu stał wcześniej drewniany, podpiwniczony dom.
W 1585 r. budynek odkupił aptekarz, Stanisław Smiszowic. Nie przyniósł mu on oczekiwanych dochodów, Stanisław zaczął więc wynajmować pomieszczenia kupcom, zadłużając się równocześnie u mieszczan, m.in. u Moriconiego z Krakowa, Biżańskiego i Bianchiego. Kamienica popadała w ruinę – była użytkowana jedynie w okresie jarmarku, czyli latem, a przez resztę miesięcy stała pusta. Ucierpiała także podczas pożarów, które trzykrotnie w ciągu 25 lat nawiedziły miasto.
Anna Ostrogska, właścicielka miasta, zadecydowała, że należy sprzedać budynek. Kamienicę otaksowano i do zakupu zgłosił się kupiec narodowości włoskiej, pochodzący z Lukki, lecz osiadły w Krakowie Wilhelm Orsetti, który zobowiązał się odnowić obiekt oraz spłacić długi Smiszowica. Wówczas nabyć kamienicę postanowili również wierzyciele właściciela – Moriconi oraz Pusterla, który przejął na siebie zobowiązania Smiszowica wobec nieżyjącego Bianchiego. 16 kwietnia 1633 r. Anna Ostrogska jako właścicielka miasta wydała zarządzenie, zgodnie z którym to Orsetti uzyskał prawo zakupu. Doceniała widać jego działania w Jarosławiu, życząc mu, by jego kamienica służyła ...ku ozdobie miastu i pożytkowi. W 1646 r. Włoch dokonał przebudowy budowli: rozbudował ją o jedno piętro, otoczył dach attyką i prawdopodobnie zlecił pokrycie ścian Wielkiej Izby polichromią.
Kamienica należała następnie kolejno do Marcina Micińskiego, Andrzeja Holczmana, Macieja Cymermanowicza i Tomasza Huttera. Od XIX wieku stanowiła własność kupców żydowskich, którzy zaadaptowali ją do celów handlowych i mieszkalnych, naruszając układ wnętrz. Podcienia zostały zamienione na sklepy, z frontu dostawiono przybudówkę, którą rozebrano w latach 30. XX w. z inicjatywy inż. Mieczysława Demkowicza-Dobrzańskiego.
W latach międzywojennych uwidoczniły się poważne zagrożenia dla od dawna nieremontowanego obiektu. Budynek, podobnie jak wszystkie kamienice w centrum miasta, został wybudowany na podłożu lessowym i z czasem podkopany kilkoma kondygnacjami piwnic i podziemnych korytarzy. Wody opadowe i z nieszczelnych systemów kanalizacyjnych – przeciekając do tych pustek – wymywały miękki less, co zaowocowało naruszeniem posadowienia fundamentów i zachwianiem statyki budynku. Ówczesna prasa pisała m.in.: Wśród zabytków jarosławskich własność prywatną stanowiących naczelne miejsce zajmuje stara kamienica w Rynku Orsettich, tak nazwana od długoletnich jej właścicieli (...) Nikt nie może dziwić się trosce, z jaką władze konserwatorskie i społeczeństwo jarosławskie spogląda na postępujące szybko objawy jej niszczenia. Od kilku lat jesteśmy świadkami gwałtownego odchylenia się ściany zachodniej kamienicy, pękania jej attyki (...) które to objawy zupełnie słusznie niepokoją opinię publiczną obawą, że wspaniały ten pomnik najświetniejszego okresu dziejów Jarosławia runąć może. Warto dodać, że już wówczas powstał pomysł wykupu obiektu od prywatnych właścicieli, wyremontowania go i umieszczenia w nim muzeum miejskiego.
Po rozpoczęciu II wojny światowej właściciel budynku uciekł do Palestyny, a dzierżawcy zostali zamordowani przez Niemców, co sprawiło, że przez kilka lat kamienica była nieużytkowana.
Po zakończeniu walk w 1944 r., kamienica Orsettich została przekazana na nową siedzibę jarosławskiego muzeum. W 1945 r. rozpoczęto remont, obejmujący piętro budynku, przewiązki i oficyny, kierowany przez inż. Adama Kaniaka, który miał na celu adaptację obiektu do pełnienia nowej funkcji. Muzeum w kamienicy zostało otwarte dla zwiedzających już w kolejnym roku. Drugi etap remontu, który objął parter, rozpoczęto wg projektu inż. Mazura w 1955 r. Pełny ratunek dla kamienicy przyniosły dopiero rozległe prace zabezpieczające z lat 60. XX wieku, podczas których na nowo obudowano jej podziemia, włączone obecnie w ciąg Podziemnego Przejścia Turystycznego.

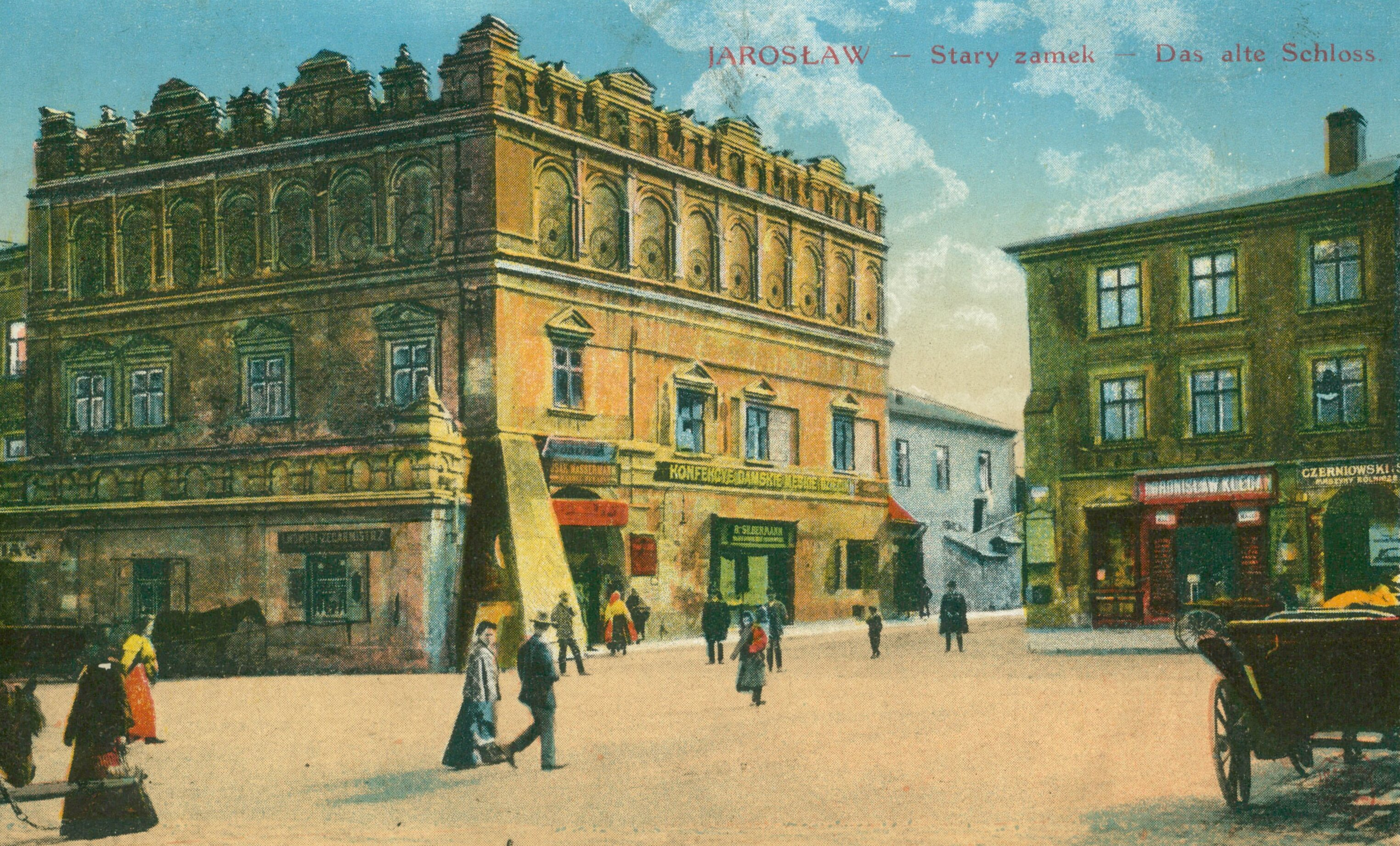
Widok kamienicy, 1915
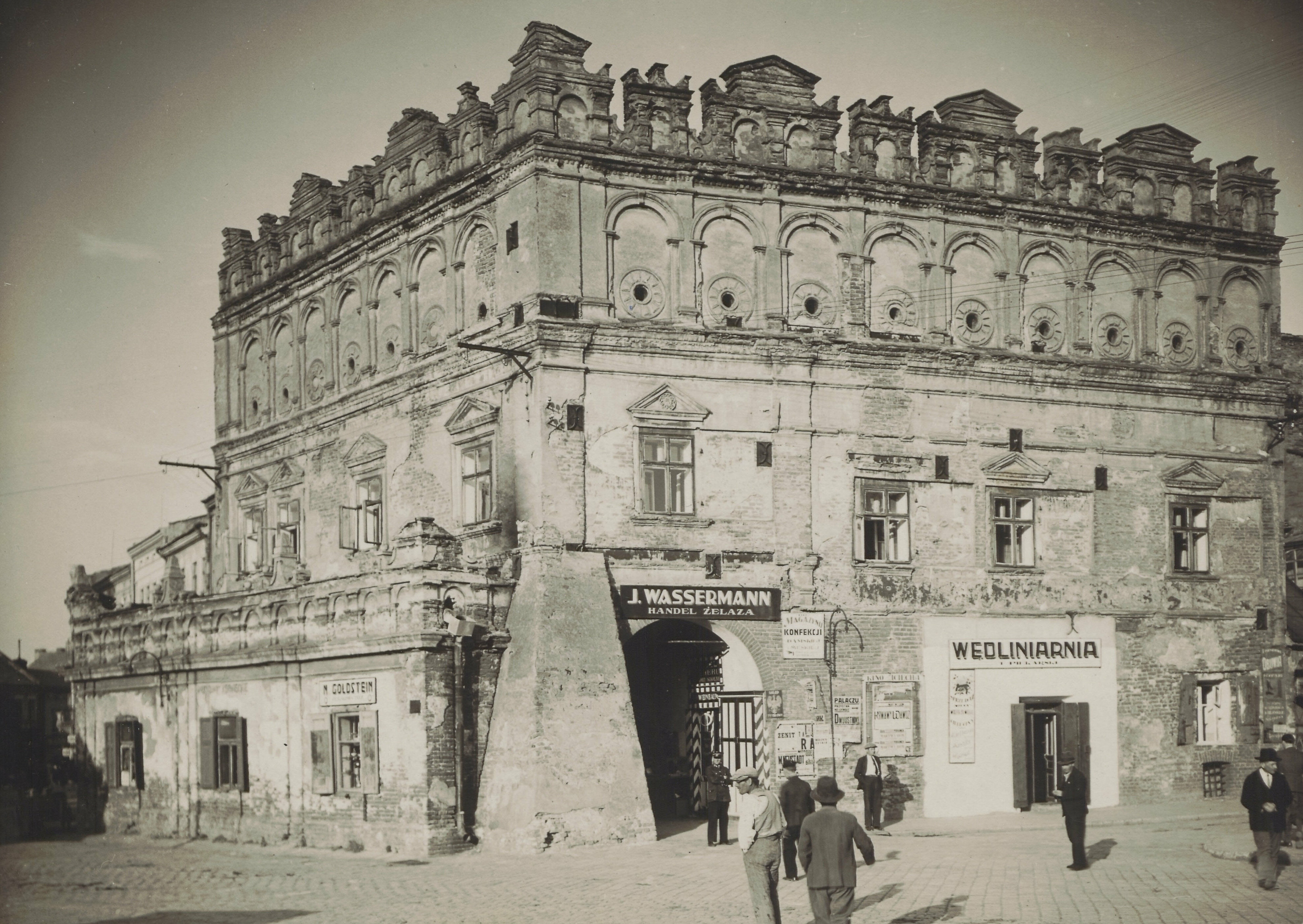
Kamienica około 1935
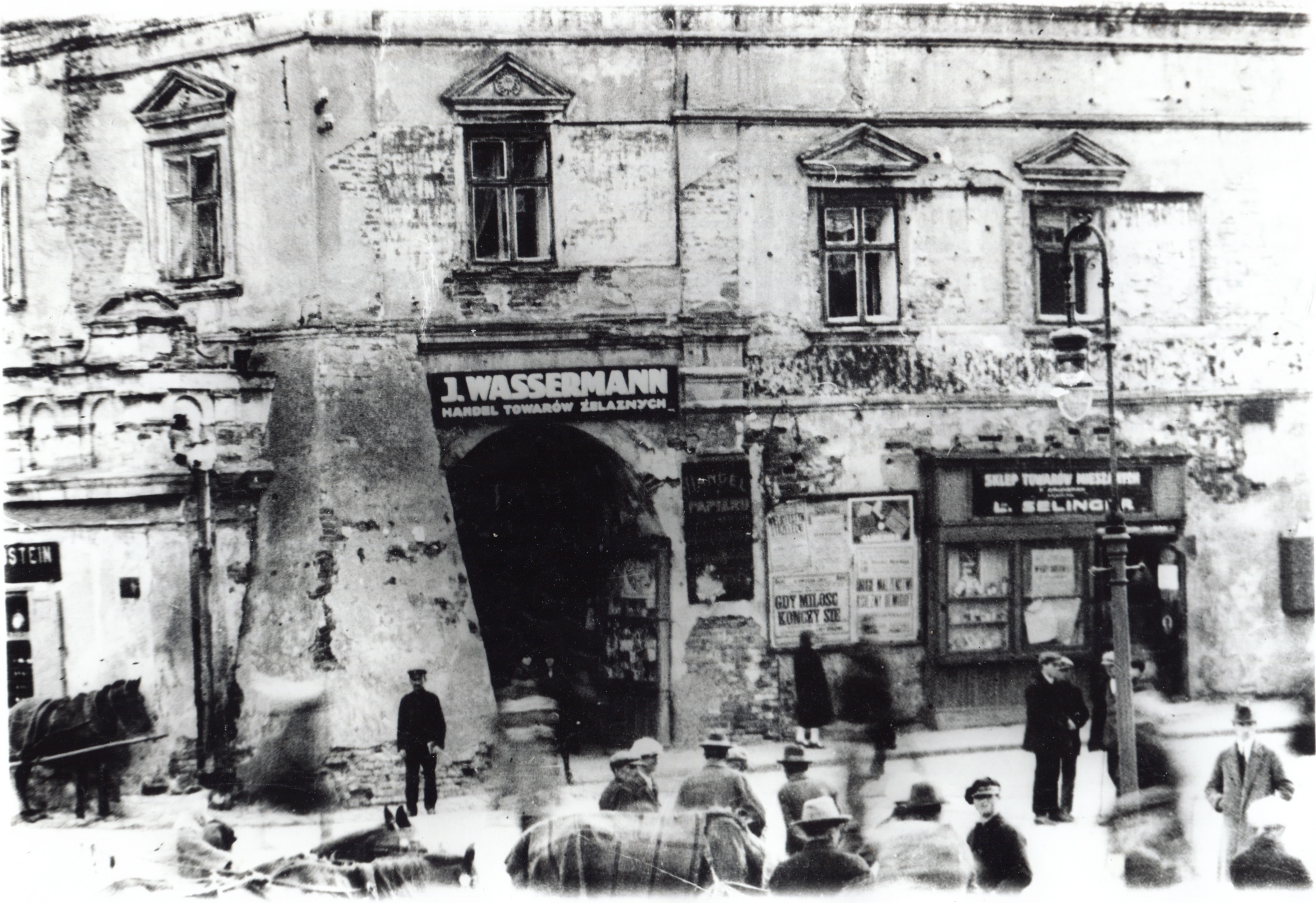
Stan kamienicy przed 1939

## Architektura

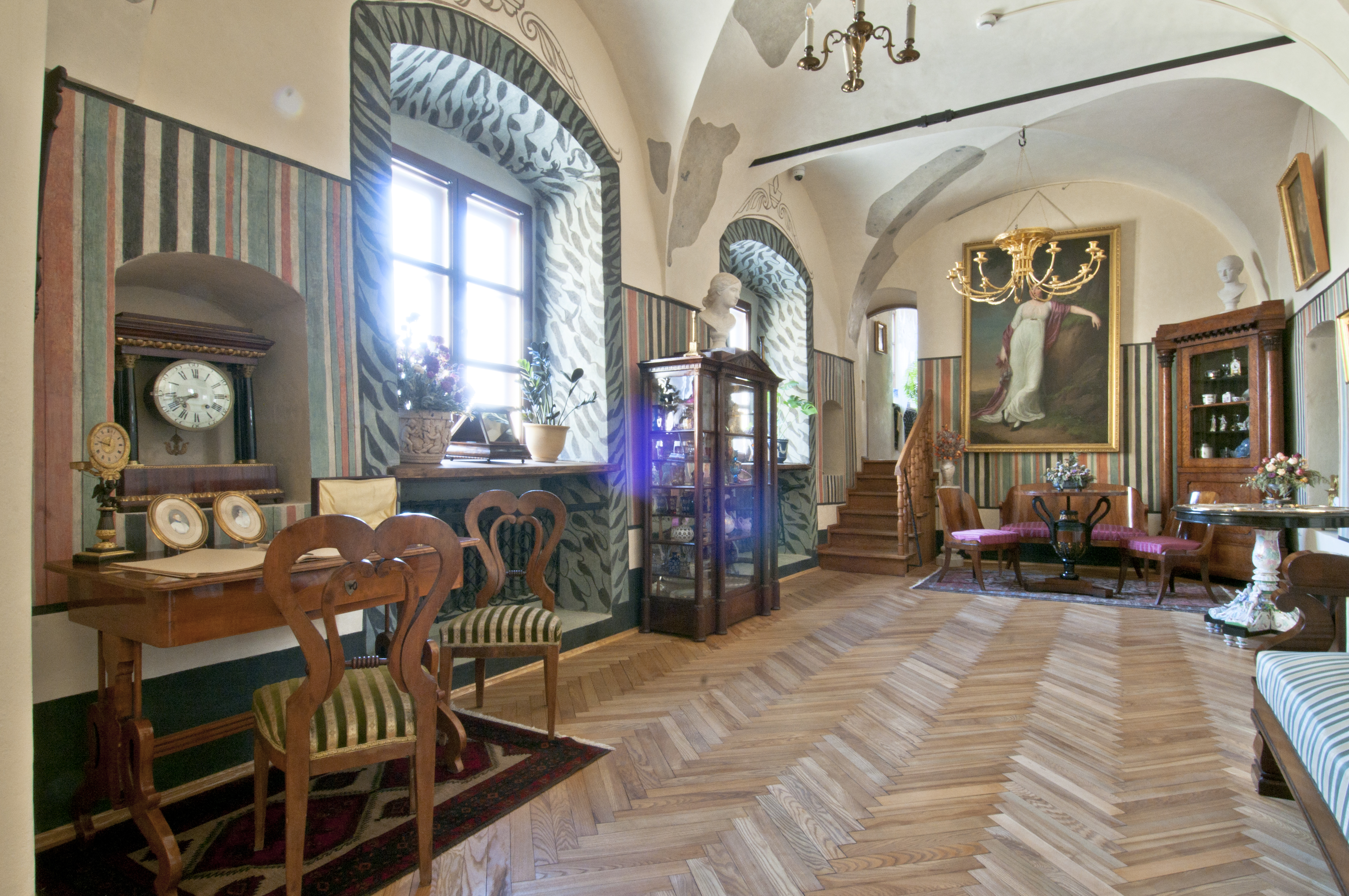
„Pokój z paskami”

Kamienica Orsettich jest przykładem budowli późnorenesansowej. Została wzniesiona z cegły na planie nieregularnym, jest dwukondygnacyjna i podpiwniczona. Układ wnętrz jest dwutraktowy, dach jest schowany za attyką.
Fasada jest czteroosiowa, z gzymsem przedzielającym kondygnacje oraz z trójarkadowym podcieniem z oszkarpowanymi filarami w parterze. Elewacja zachodnia jest również czteroosiowa, z analogicznymi dekoracjami. Elewacje tylna i wschodnia oraz elewacje oficyn są gładkie, bez dekoracji. Przy elewacji tylnej znajduje się klatka schodowa nakryta oddzielnym dachem.
Pod względem budowy kamienica Orsettich różni się od jarosławskich przyrynkowych kamienic – nie posiada wiaty, czyli wewnętrznego dziedzińca typowego dla jarosławskich domów mieszczańskich tego okresu. Przyjmuje się, że taka forma była spowodowana odmienną funkcją budynku – jako siedziby najbogatszych kupców miasta. Do wnętrza kamienicy prowadzą dwa wejścia: jedno przez podcień od strony rynku, a drugie od strony ul. Trybunalskiej. Na środkowej osi parteru znajduje się sień, nakryta sklepieniem kolebkowym z lunetami, w bocznych osiach są dwa pomieszczenia sklepione krzyżowo. Układ pomieszczeń na piętrze jest analogiczny względem tego na parterze, pokoje nakryte są sklepieniem kolebkowym z lunetami. Na parterze oficyny znajduje się tzw. „Wielka Izba”, w której zachowała się XVII-wieczna posadzka z cegły szkliwionej (tzw. olstychu) – jest to jedyna zachowana oryginalna barokowa posadzka w Jarosławiu. W pomieszczeniu można oglądać również zabytkowy belkowy strop oraz fragmenty polichromii z 2. poł. XVII wieku. Element nieoryginalny stanowi XVII-wieczny portal renesansowy, przeniesiony do muzeum w 1976 roku z kamienicy przy ulicy Grodzkiej 3 w Jarosławiu.
Piwnice sklepione są kolebkowo, wejścia do nich znajdują się w sieni oraz w pomieszczeniu zachodnim. Dach budynku i dachy oficyn są kryte blachą.
Powierzchnia użytkowa budynku wynosi 1 525 m², kubatura liczy 5 940 m³.

## Galeria

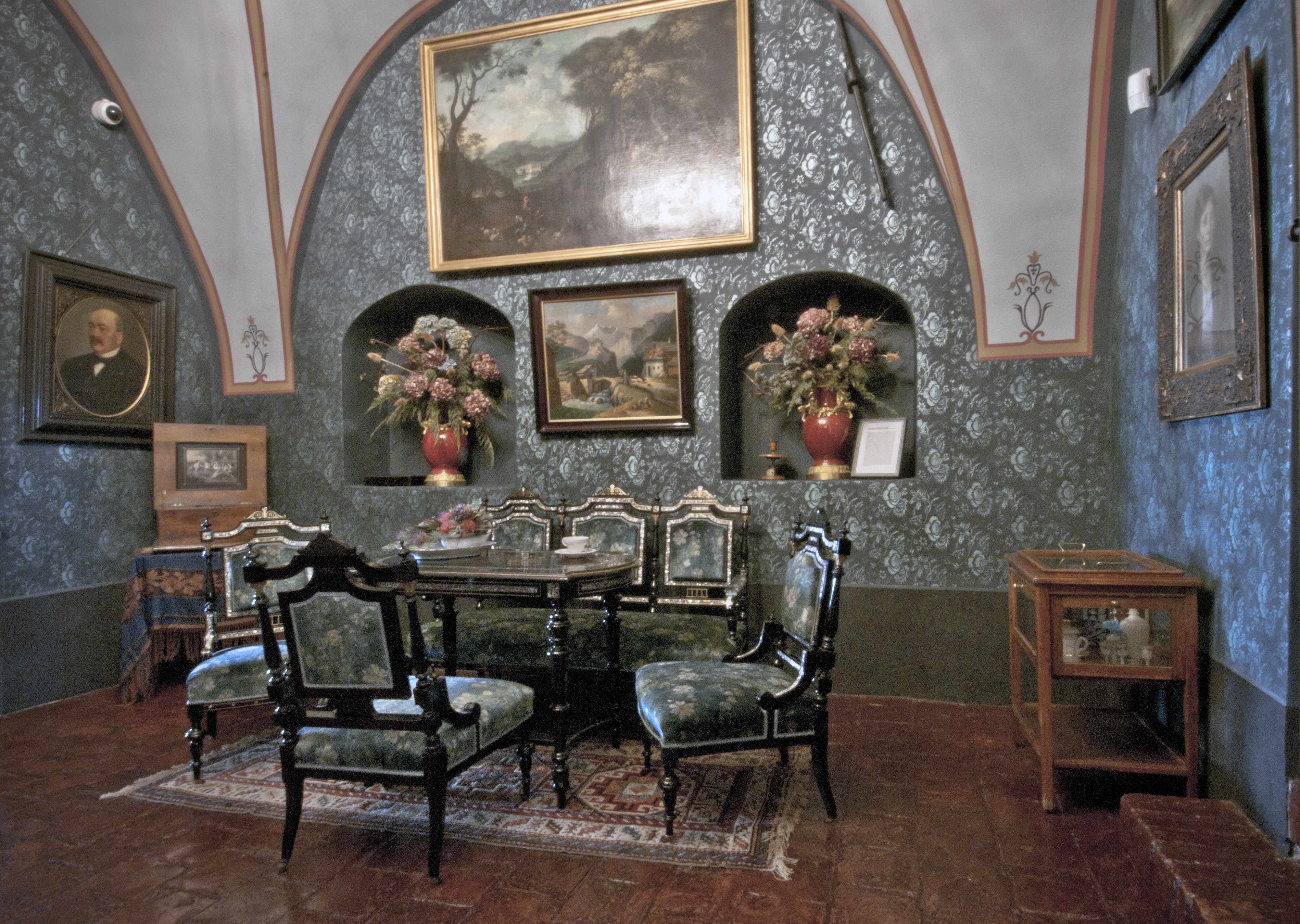
Ekspozycja muzealna na piętrze kamienicy – salonik eklektyczny z 2. poł. XIX wieku
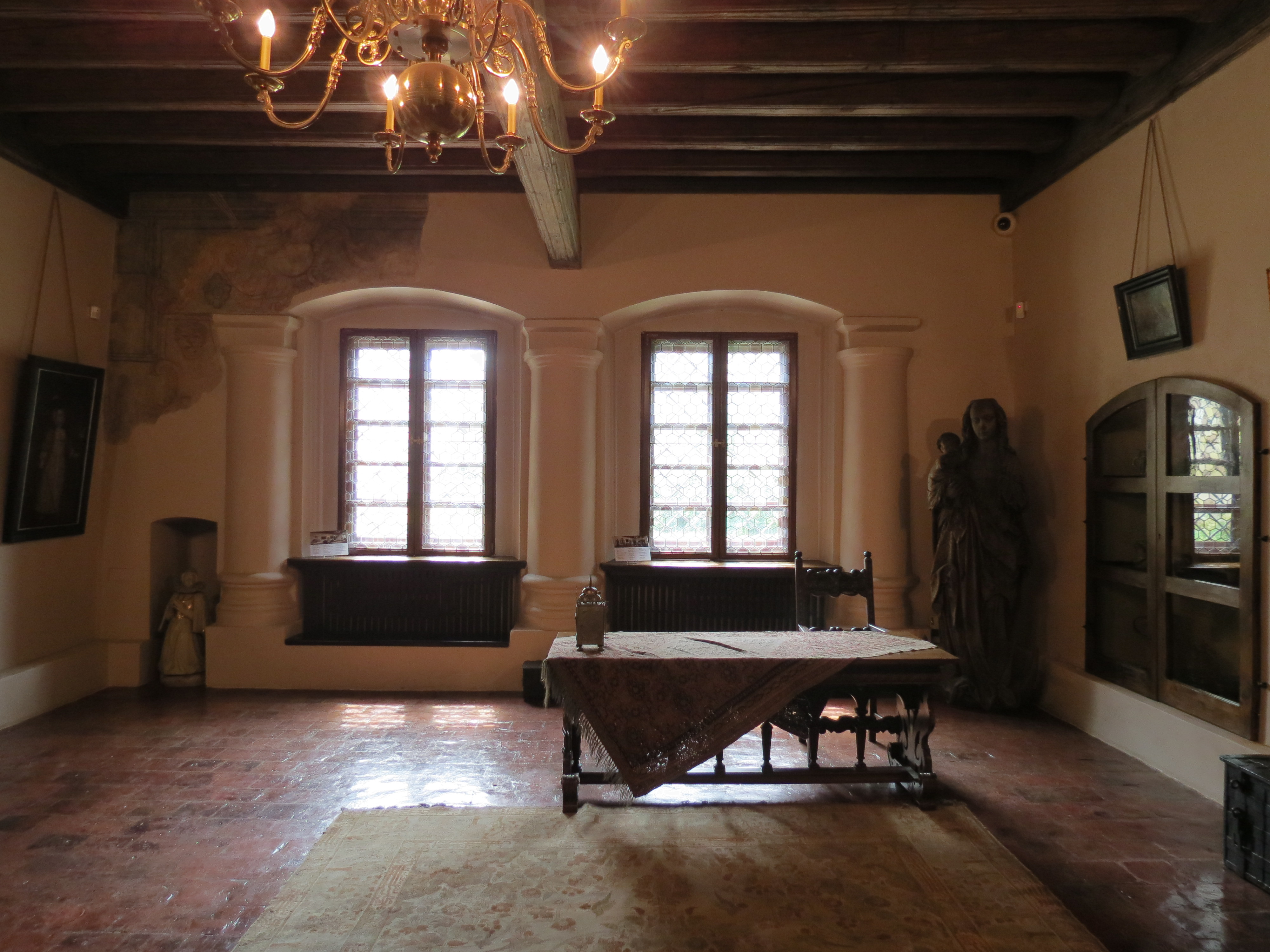
Wielka Izba kamienicy Orsettich - widoczny zabytkowy strop, fragment polichromii oraz podłoga
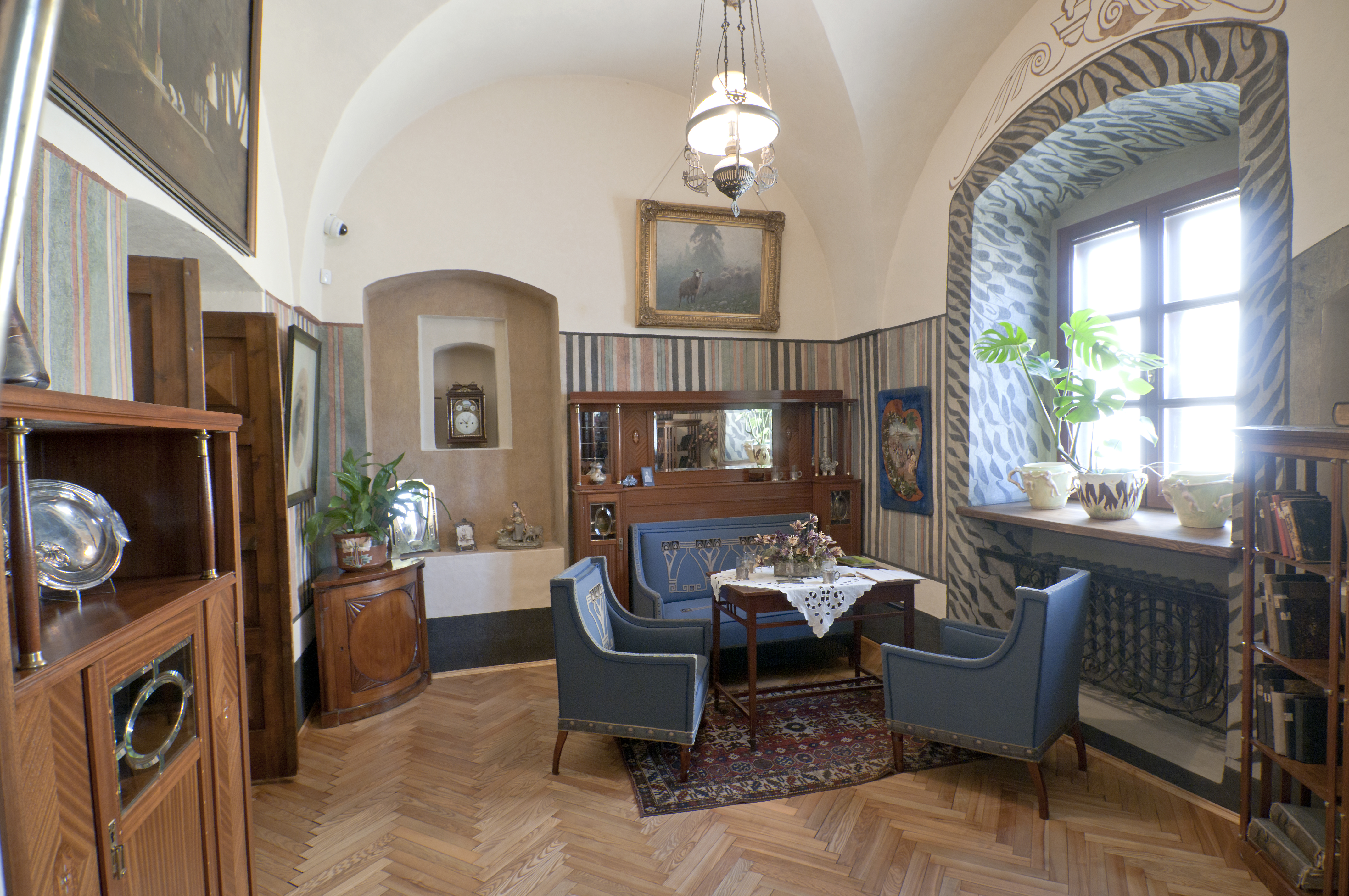
Ekspozycja muzealna na piętrze kamienicy – salonik secesyjny z pocz. XX wieku
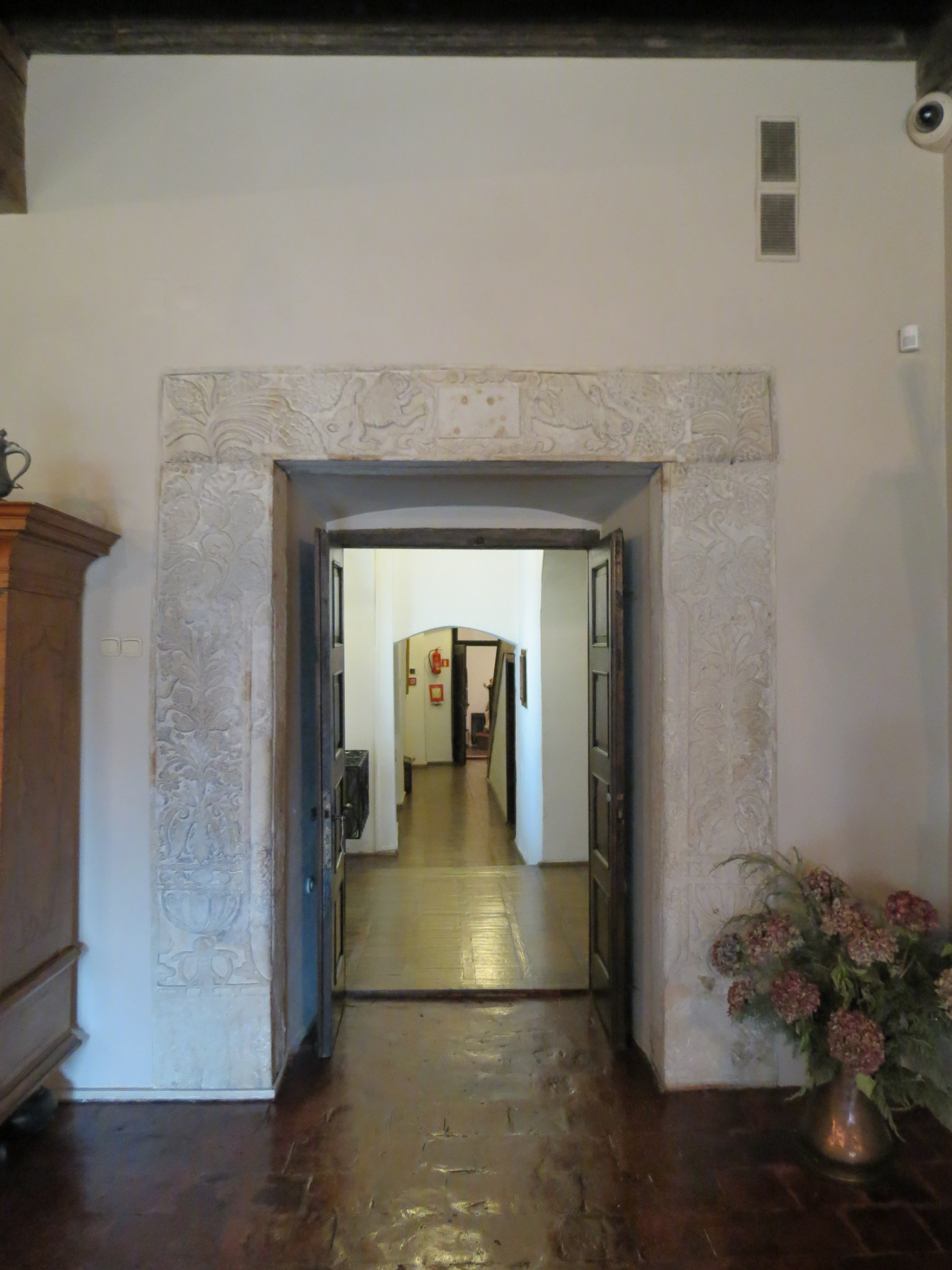
Portal przeniesiony z kamienicy przy ul. Grodzkiej 3 w we wnętrzu Wielkiej Izby kamienicy Orsettich
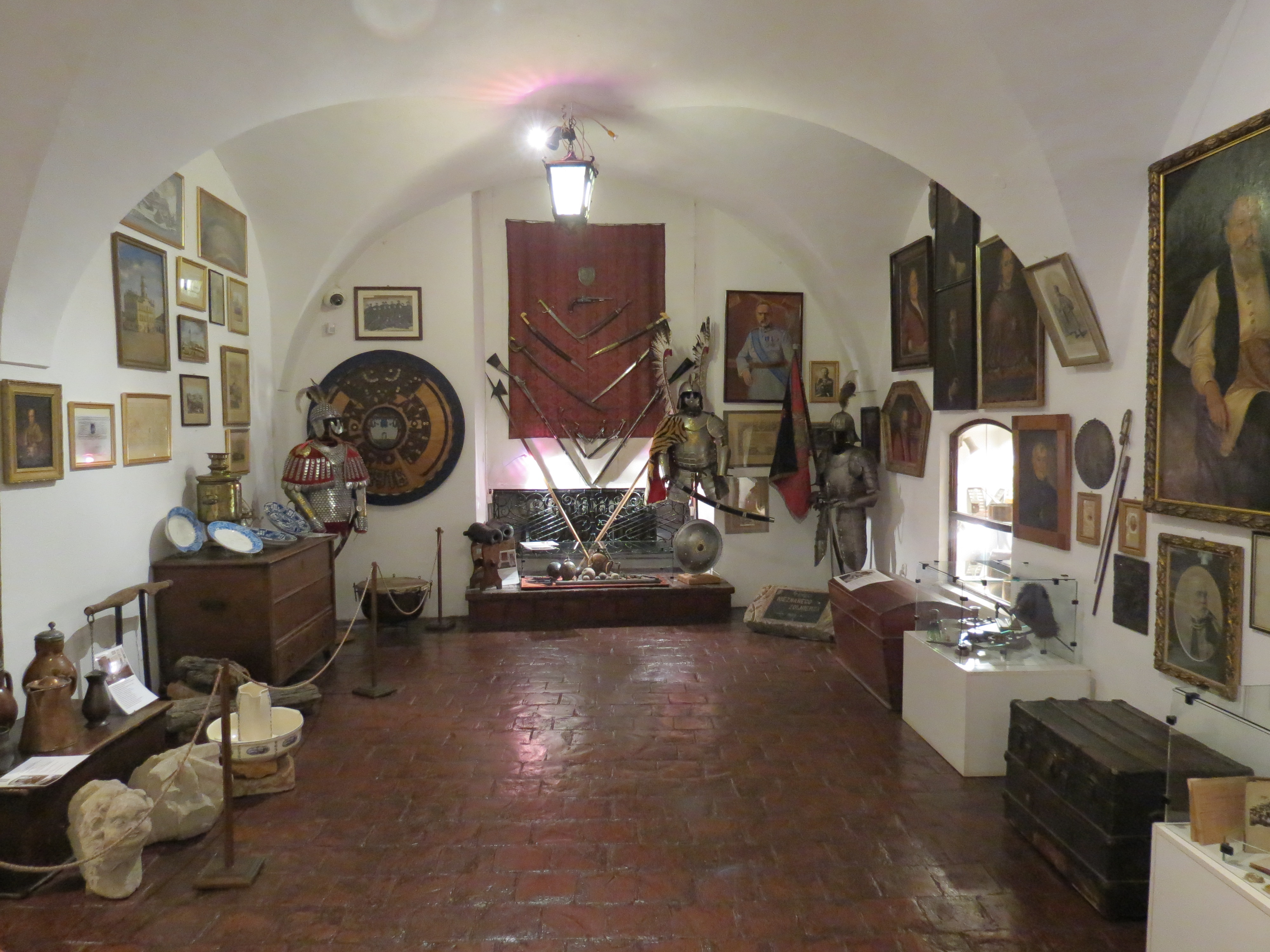
Archiwalna ekspozycja muzealna na parterze kamienicy
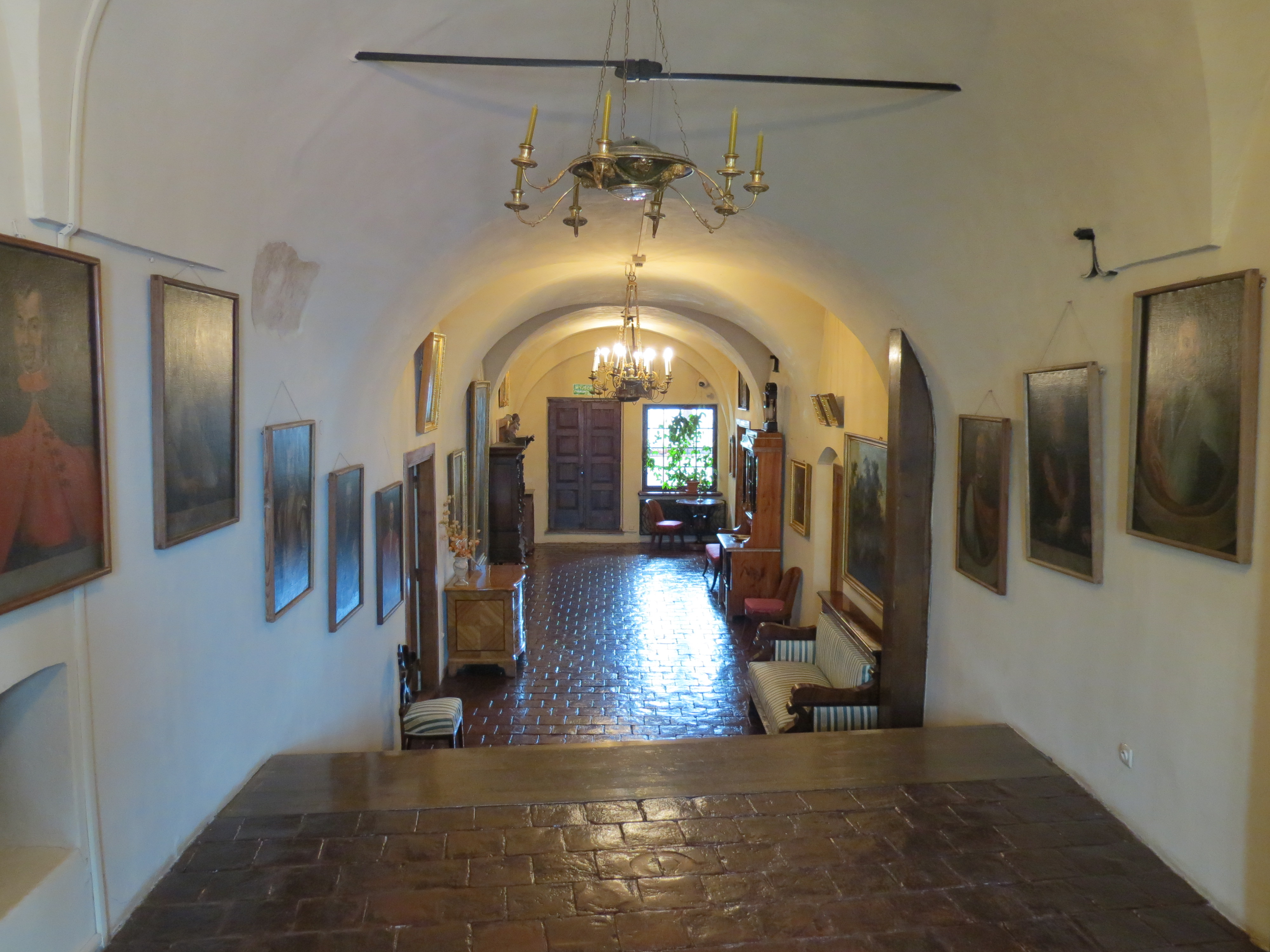
Archiwalna ekspozycja muzealna w sieni górnej kamienicy
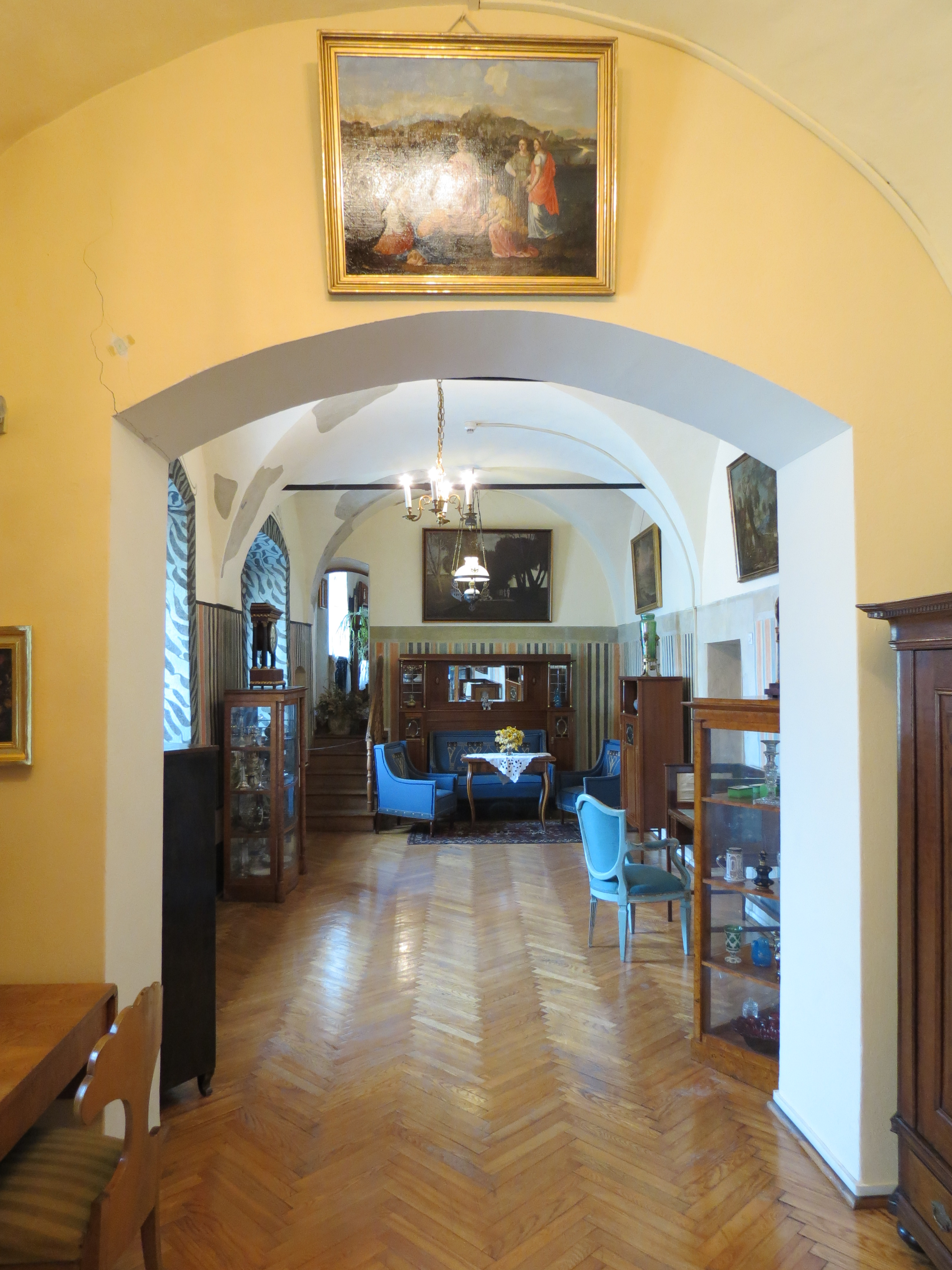
Archiwalna ekspozycja muzealna na piętrze kamienicy